# Pablo de La Llave
Pablo de La Llave (Córdoba, Veracruz; 1773-Córdoba,1833) fue un sacerdote, naturalista, pintor y político mexicano.

## Biografía
Nació en una familia rica y crece en Córdoba (Veracruz). Luego de una brillante carrera universitaria, fue docente en el Colegio Nacional de San Juan Laterano; y dictó cátedra como doctor de Teología en la Universidad de México. Fue un destacado predicador y realizó traducciones del idioma hebreo. Se fue a Europa y vivió por algún tiempo en París. Después resultó diputado director del Museo Nacional de Ciencias Naturales de España bajo el reinado bonapartista. En 1811 y 1812 asistió a José Mariano Mociño en organizar las colecciones de la Real Expedición Botánica a Nueva España de 1787-1803, que estudia la historia natural de México. En 1820 y 1821 representó al Estado de Veracruz en la Legislatura Española, donde fue un integrante del Partido liberal.
A su retorno a México luego de declarar su independencia, ascendió posiciones eclesiásticas, siendo inclusive tesorero de la iglesia en Morelia (llamada Valladolid), Michoacán. En 1823 fue ministro de Justicia y Culto en la administración imperial de Agustín de Iturbide. En 1824, el primer presidente de México, Guadalupe Victoria, lo nombró en su nuevo gabinete. También fue senador por Veracruz. Políticamente, Llave ha sido considerado un liberal y un obediente seguidor del republicano sacerdote y político Miguel Ramos Arizpe.
En Biología, junto a su colaborador Juan José Martínez de Lejarza (o Lexarza) fueron de los primeros en estudiar sistemáticamente las orquídeas de Michoacán. En 1824 publicaron una obra describiendo 50 de sus especies.
En 1831 La Llave fue designado director del entonces Museo Nacional de Historia Natural de México. En 1832 y 1833 publicó artículos de ornitología en una revista mexicana de corta vida, donde describió y nombró varias aves, de los cuales el colibrí de vientre gris Amazilia tzacatl y el mucho más famoso Pharomachrus mocinno quetzal eran novísimos para los ojos europeos. Debido a lo desconocido de la revista, no recibió crédito por algunas décadas, y hasta hubo fuentes que incorrectamente daban su fecha como de 1871, posiblemente la fecha de la republicación.
La Llave falleció en Córdoba en julio de 1833.
El general Ignacio de la Llave fue un sobrino suyo.

## Honores

### Epónimos
- (Asteraceae) Eupatorium lallavei Baill.[11]
- La abreviatura «La Llave» se emplea para indicar a Pablo de La Llave como autoridad en la descripción y clasificación científica de los vegetales.[12]

## Fuente
Traducciones de los artículos en lengua inglesa y francesa de Wikipedia.